# Modinha

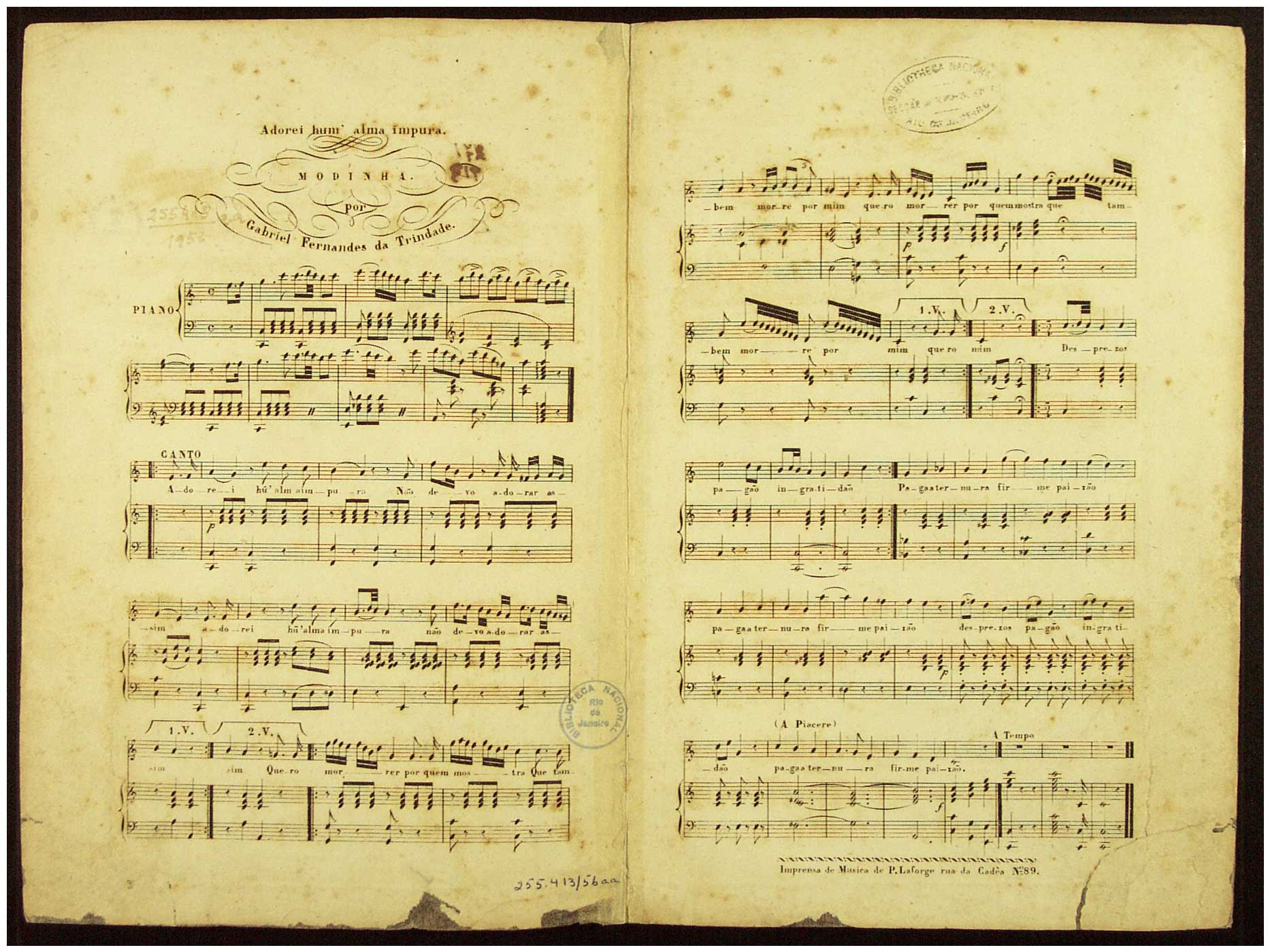
Partition d'un morceau de modinha

La modinha est un genre musical brésilien. Elle est considérée comme le premier genre de musique populaire brésilienne, apparu à la fin du XVIIIe siècle.

## Origines
Le nom de modinha est issu de moda, terme utilisé génériquement au XVIIIe siècle au Brésil pour désigner le style de chanson populaire. Elle pouvait être accompagnée au clavecin  éventuellement doublé d'un autre instrument à cordes pour la partie basse du registre. On pouvait aussi entendre au début du XVIIe siècle dans les rues de Salvador de Bahia, des chansons de caractère païen, accompagnées par des staccatos à la guitare espagnole. 
La principale origine mélodique est l'opéra italien, mais elle a probablement subi l'influence des rythmes du lundum et d'autres danses apportées par les migrants Africains arrivés au Brésil.

## Histoire
Le nom de la modinha est attribué à Domingos Caldas Barbosa, qui composa plusieurs danses de salon dans ce style vers la fin du XVIIIe siècle. La plus ancienne mention connue de ce genre dans la littérature, probablement en référence à la musique de Barbosa, est le fait du poète satirique portugais Nicolau Tolentino de Almeida. Dans une farce datée de 1786, A rabugem das velhas, l'un des personnages mentionne la modinha comme un genre musical nouveau.
Doderer  distingue trois époques successives dans son développement :
- Jusqu'à la fin du XVIIIe siècle, la modinha est une chanson de salon portugaise, accompagnée à la guitare classique ou au clavecin.
- À partir de la fin du XVIIIe siècle, l'accompagnement au piano devient plus fréquent. La modinha reste une chanson des salons de musique de la haute bourgeoisie.
- À partir de 1830, la modinha devient une chanson populaire et acquiert des caractères d'ornementation typiques et superficiels[1] qui, à partir de 1870, en font un genre trivial.

La modinha de la fin du XIXe siècle pouvait être également accompagnée à la flûte ou au cavaquinho.

## Forme
La modinha est de forme variée (intitulées aria, hymne, romance...) mais elle est habituellement composée en vers de 5 ou 8 syllabes. Ses paroles, en langue portugaise, abordent le plus souvent des thèmes mélancoliques relatifs aux douleurs de l'amour. Sa composition comporte une oscillation typique des accents des temps forts et un contraste de modes majeur et mineur.

## Études
- Les publications secondaires mentionnent comme étude la plus importante celle de Mário de Andrade, Modinhas Imperiais, São Paulo, 1930.